# Vuurboktor
De vuurboktor (Pyrrhidium sanguineum) is een keversoort uit de familie boktorren (Cerambycidae). De wetenschappelijke naam van de soort is voor het eerst geldig gepubliceerd in 1758 door Linnaeus in de tiende editie van Systema naturae.